# Свистковый регистр

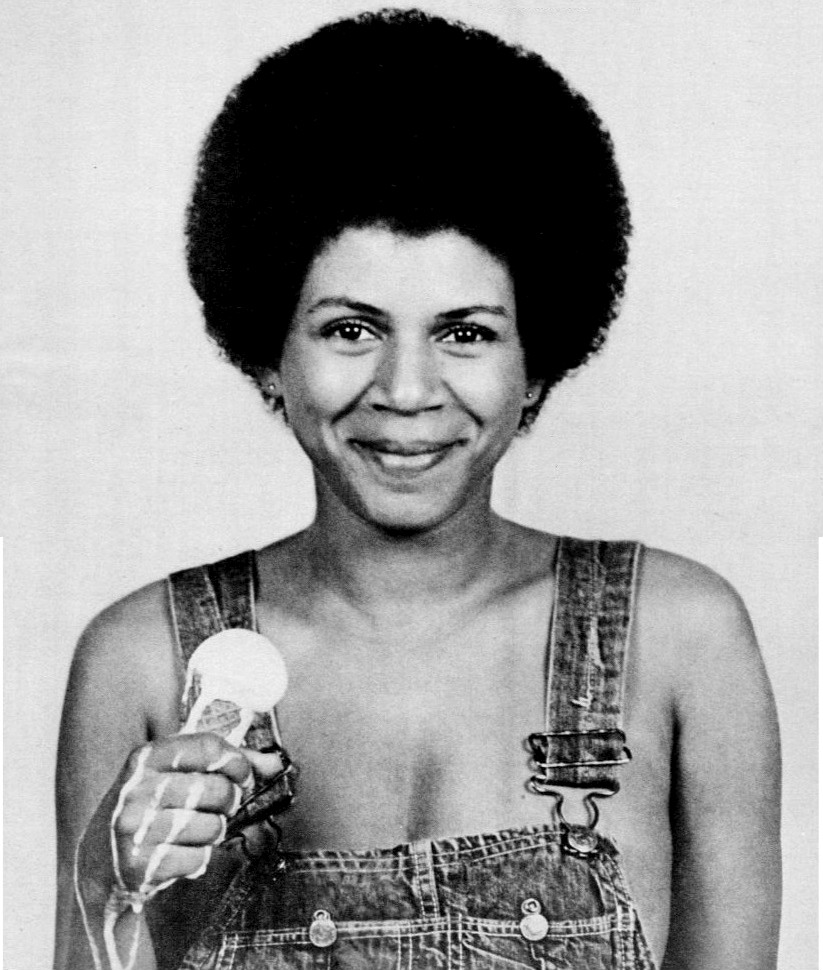
Минни Рипертон вдохновила Мэрайю Кэри на эксперименты со свистковым регистром

Свистковый регистр — самый высокий регистр человеческого вокала, лежащий выше фальцета и напоминающий звук свистка.
Свистковый регистр типичен для детских голосов. В эстрадно-джазовой музыке считается одним из приёмов специфического звукоизвлечения, наряду с экстремальными гроулингом и скримингом. Является самым сложным способом использования гортани, так как требует полного смыкания и растягивания связок, часть которых перестаёт вибрировать.
Свистковый регистр соответствует нотам четвёртой-пятой октавы. Им обладают оперные и эстрадные певцы и певицы, такие как Мэрайя Кэри, Има Сумак, Минни Рипертон, Адам Лопес, Ариана Гранде, Джорджия Браун, Димаш Кудайберген и другие.